# Echetra fucata
Echetra fucata är en insektsart som beskrevs av William Lucas Distant 1887. Echetra fucata ingår i släktet Echetra och familjen lyktstritar. Inga underarter finns listade i Catalogue of Life.